# Bomberman Fantasy Race
Bomberman Fantasy Race (ボンバーマン ファンタジーレース?, Bonbāman Fantajī Rēsu) è un videogioco di corse sviluppato da Graphic Research Inc., pubblicato per la prima volta il 6 agosto 1998 in Giappone per Sony PlayStation da parte della Hudson Soft. È stato, inoltre, distribuito il 31 marzo 1999 in Nord America da Atlus e nel luglio 2000 in Europa da Virgin Interactive. È uno spin-off della serie Bomberman.
Il gioco è stato pubblicato per PlayStation 3 e PlayStation Portable tramite PlayStation Network il 26 agosto 2008 in Giappone e il 18 maggio 2010 in Nord America per la serie "PSone Classics".
In Bomberman Fantasy Race, il giocatore può scegliere sei personaggi diversi appartenenti all'universo di Bomberman, che cavalcano due tipi diversi di animali, le lepri della specie Louie o i draghetti quadrupedi della razza Tirra, ognuno con abilità individuali uniche.
Nella modalità singolo giocatore, chi partecipa alla gara deve correre contro quattro avversari controllati dall'I.A. per raggiungere il primo posto. Le creature sono in grado di scattare, saltare e i loro fantini possono lanciare bombe. Durante la gara, il giocatore può trovare oggetti casuali che possono aiutare o ostacolare il loro progresso. Vincere una gara fornisce al giocatore monete che possono essere utilizzate per acquistare oggetti nel pre-partita, creature più potenti o sbloccare i biglietti per il pass dei nuovi circuiti. 
Altre modalità includono lo scontro a due giocatori e la modalità "Time Attack", ovvero la sfida a tempo.

## Modalità di gioco
Bomberman Fantasy Race è un gioco di corse 3D che prevede due modalità: il single player e una modalità a due giocatori. I giocatori scelgono uno dei sei personaggi della serie Bomberman, quindi dopo si seleziona la creatura che si vuol utilizzare durante la gara. 

Ci sono due tipi di creature, la lepre Louie e il draghetto Tirra. Prima di iniziare una gara, i giocatori acquistano oggetti o potenziamenti in un negozio con i propri risparmi.
L'obiettivo della modalità del gioco singolo è quello di concludere la gara davanti agli altri cinque concorrenti, controllati dalla CPU. Il giocatore viene premiato con monete (chiamate monete Bomberman), premio ricevuto, però, se almeno si raggiunge il terzo posto. Se il giocatore raggiunge il primo posto, si potrà giocare una corsa bonus che lo ricompenserà con altre monete (raccolte durante il tragitto o impiegando il meno tempo possibile). Terminati tutti i percorsi sbloccheranno filmati animati e una versione speculare degli stessi in più l'ultimo definitivo e ostico percorso.
Nella modalità a due giocatori, i giocatori sono in grado di scommettere denaro sulla gara. Il giocatore che vince guadagnerà tutti i soldi che il giocatore perdente ha scommesso prima. Il giocatore con la minima quantità di denaro è quello che decide la percentuale massima di monete da piazzare in una corsa.
Nella "Time Attack" (modalità a tempo), i giocatori corrono per stabilire i giri più veloci e i record. È possibile salvare dei dati delle proprie performance (i dati "fantasma") per studiare i propri errori e i circuiti, nonché è possibile scambiarlo con gli amici tramite salvataggio. La schermata della classifica indica il nome del giocatore, la creatura e il tempo migliore.
Nella banca i giocatori possono ammirare le monete depositate o scambiarle in vario taglio. Le monete possono essere usate per comprare nuove creature alla scuderia, ai negozi pre-partita e per i ticket dei nuovi percorsi.
I giocatori sono in grado di lanciare o rilasciare bombe durante una gara. Oltre ad usare le bombe per attaccare altri avversari, i giocatori possono usarla su se stessi per imprimere alle proprie creature un'accelerazione improvvisa. Le creature possono accelerare ma si stancheranno in base alle loro statistiche personali e per aiutarsi in gara possono anche utilizzare degli abili salti sulle pareti e tasti speciali. Durante una gara, i giocatori incontreranno pannelli che forniranno elementi diversi che possono utilizzare per aiutare i loro progressi o ostacolare i loro avversari. Si possono anche trovare tra i pannelli delle uova speciali verdi (fino a tre), le uova funzionano in modo diverso per ogni creatura: un Louie otterrà un aumento della velocità, mentre una Tirra sarà avvolto da una barriera gialla energetica che li proteggerà dalle esplosioni avversarie.

## Le creature
Dopo che il giocatore seleziona un personaggio, deve scegliere uno dei due tipi di creature disponibili, il leprotto Louie (che ha debuttato in Bomberman '94), o il draghetto Tirra (che ha debuttato in Saturn Bomberman). L'abilità del Louie è l'accelerazione, mentre il Tirra ha velocità e resistenza migliore. Poiché il giocatore guadagna monete, può investirli andando nella scuderia per acquistare una versione migliore della propria creatura preferita.
Sono sei per ciascuno:
- Green Louie: Non molto veloce, ma equilibrato, subito disponibile gratuitamente.
- Hopping Louie: salta più in alto rispetto alle altre creature, ma non è molto veloce.
- Tri Louie: ottima accelerazione rispetto a tutti i Louie, ma ha bassa resistenza.
- Soaring Louie: Ottimo nei salti e nel controllo specie in percorsi con molte curve.
- Hyper Louie: Il più veloce in termini di accelerazione di tutti i Louie e dei Tirra ma si stanca presto.
- Blu Tirra: Più veloce del Green Louie, ma non può saltare molto, subito disponibile gratuitamente.
- Brave Tirra: ha la migliore resistenza, permettendogli di correre a velocità massima in breve tempo.
- Flying Tirra: Il Tirra con il miglior salto.
- Mighty Tirra: Molto forte in difesa fisica, non particolare durante le prestazioni in corsa.
- Super Tirra: Il più forte Tirra, con caratteristiche velocità/resistenza migliori dell' Hyper Louie.

Dopo che il giocatore acquista i quattro tipi di ciascuna razza, apparirà un quinto segreto per l'acquisto, il Black Louie e il King Tirra.

## Percorsi
Bomberman Fantasy Race dispone di sette percorsi, più uno segreto:
- Bomber Circuit: Il primo percorso disponibile e gratuito, che permette ai giocatori iniziali di imparare la maggior parte delle tecniche del gioco grazie alle immediate vie del tracciato.
- Bomber Coaster Lake: Circuito situato in un parco di divertimenti ed intorno ad un grosso lago dove i giocatori possono utilizzare la fontana d'acqua al centro del tracciato a loro vantaggio.
- Waca Isle Beachside: Il terzo percorso è una spiaggia assolata con molte scorciatoie accessibili solo con dei salti molto difficili da eseguire.
- Bakuzan Ski Course: Il quarto tracciato è una pista da sci, dove il ghiaccio aumenta si la velocità della creatura del giocatore ma ne diminuisce la manovrabilità, mentre la neve ne rallenta l'andatura.
- Star Express: Percorso lungo e non particolarmente complicato, unici ostacoli sono delle barriere energetiche ed un UFO che potrebbe folgorare il corridore.
- Dyna Mountain: Tracciato difficile con un campo minato, una stretta grotta con un abisso, un ponte con potenti raffiche di vento e una cascata a far da ostacolo.
- Bomber Castle: Il percorso finale è il Castello degli organizzatori del Bomberman Races, disponibile solo dopo che il giocatore completa tutti e sei i tracciati. La gara ricorda gli elementi caratteristici della serie Bomberman, con tanto di mine terrestri, mine galleggianti e piastrelle sul pavimento che possono arrostire il giocatore.
- Highway Star Road: Quando il giocatore completa tutti e sette i percorsi, si potrà acquistare una versione speculare di ogni tracciato e completati anche questi si sbloccherà l' "Highway Star Road", l'ultimo percorso e il più complicato della serie.